# Didymoconidae
Didymoconidae eram uma família extinta de mamíferos placentários, membros da ordem Leptictida.

## Classificação
- Família Didymoconidae
  - Gênero Zeuctherium Tang e Yan, 1976
  - Gênero Archaeoryctes Zheng
  - Gênero Hunanictis Li, Chiu, Yan e Hsieh, 1979
  - Gênero Kennatherium
  - Gênero Ardynictis Matthew e Granger, 1925
  - Gênero Didymoconus Matthew e Granger, 1924